# Floreal (São Paulo)
Floreal est une municipalité brésilienne de l'État de São Paulo et la Microrégion d'Auriflama.